# C. C. Young

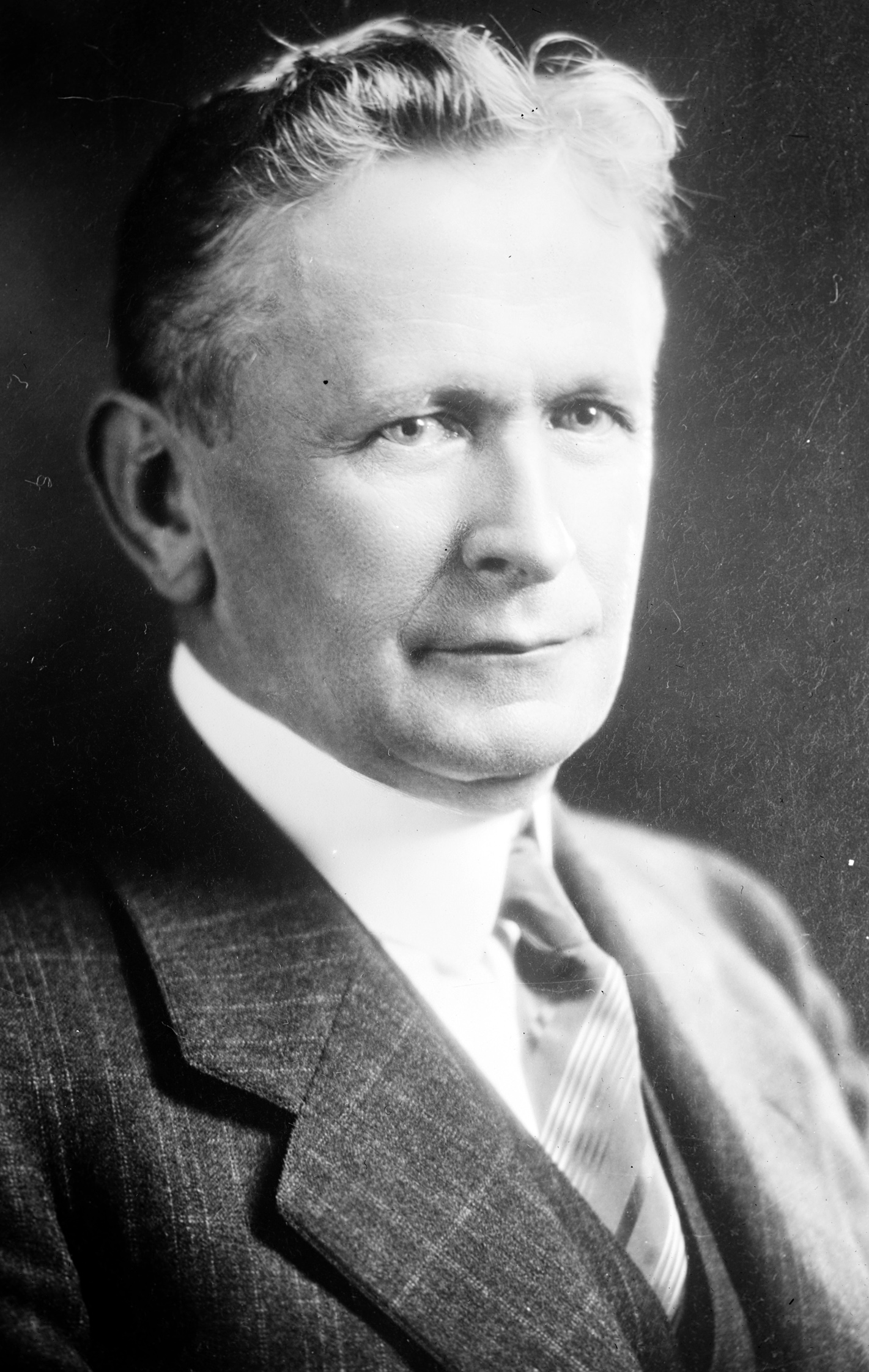
C. C. Young

Clement Calhoun „C. C.“ Young (* 28. April 1869 in Lisbon, Grafton County, New Hampshire; † 24. Dezember 1947 in Berkeley, Kalifornien) war ein US-amerikanischer Politiker und von 1927 bis 1931 der 26. Gouverneur von Kalifornien.

## Biografie

### Jugend
Schon in jungen Jahren zog C. C. Young nach Kalifornien und studierte an der University of California, wo er 1892 seinen Abschluss machte. Zwischen 1893 und 1906 war er als Lehrer zuerst in Santa Rosa und ab 1893 an der Lowell High School in San Francisco tätig. In dieser Zeit erbaute er sich auch ein Anwesen in Berkeley, das er mit Ausnahme seiner Gouverneurszeit bis zu seinem Tod 1947 bewohnen sollte. Gleichzeitig wurde er auch noch Partner einer Immobiliengesellschaft, deren Vizepräsident er nach seiner Gouverneurszeit werden sollte.

### Politischer Aufstieg
Ab etwa 1906 begann er sich für Politik zu interessieren. 1908 wurde er als Abgeordneter des Berkeley-Bezirks in das Repräsentantenhaus von Kalifornien gewählt, wo er sehr bald in der Hierarchie der Abgeordneten aufstieg. Schon 1913 wurde er Speaker der Kammer. Er wurde zu einem engen Verbündeten des Gouverneurs Hiram Johnson. Young gehörte der Progressiven Partei an, wechselte aber nach deren Auflösung zu den Republikanern. Zeitlebens blieb er aber den Ideen der Progressiven Partei verbunden. 1918 wurde er zum Vizegouverneur von Kalifornien gewählt und 1922 für weitere vier Jahre in diesem Amt bestätigt. Im Vorfeld der Wahlen von 1926 machte sich in der Republikanischen Partei große Unzufriedenheit mit dem amtierenden Gouverneur Friend Richardson breit. Dessen politischer Kurs wurde immer konservativer und seine Sparmaßnahmen fanden auch nicht die ungeteilte Zustimmung seiner Partei. Aus diesem Grunde wurde Richardson nicht mehr nominiert, statt seiner wurde Vizegouverneur Young als republikanischer Kandidat für die Gouverneurswahlen aufgestellt. Young gewann dann auch die Wahl gegen den Demokraten Justus S. Wardell und den Sozialisten Upton Sinclair.

### Gouverneur von Kalifornien
Youngs Amtszeit als 26. Gouverneur von Kalifornien begann am 4. Januar 1927. Eines seiner Ziele war die Umstrukturierung der Verwaltung und der Regierungsorgane, um eine höhere Effizienz zu erreichen. Außerdem wollte er den Ausbau des kalifornischen Straßennetzes durch eine Mineralölsteuer und nicht durch Staatsanleihen finanzieren. Er setzte sich für den Bau neuer Strafanstalten besonders für Frauen ein und rief das kalifornische Nationalpark-System ins Leben. Im November 1927 kam es im Staatsgefängnis Folsom zu einer Revolte. Aufständische Gefangene nahmen Wärter als Geiseln. Young reagierte mit einem Großaufgebot an schwerbewaffneter Polizei und Nationalgarde, die vor dem Gefängnis aufmarschierten. Angesichts dieser Übermacht gaben die Gefangenen widerstandslos auf.

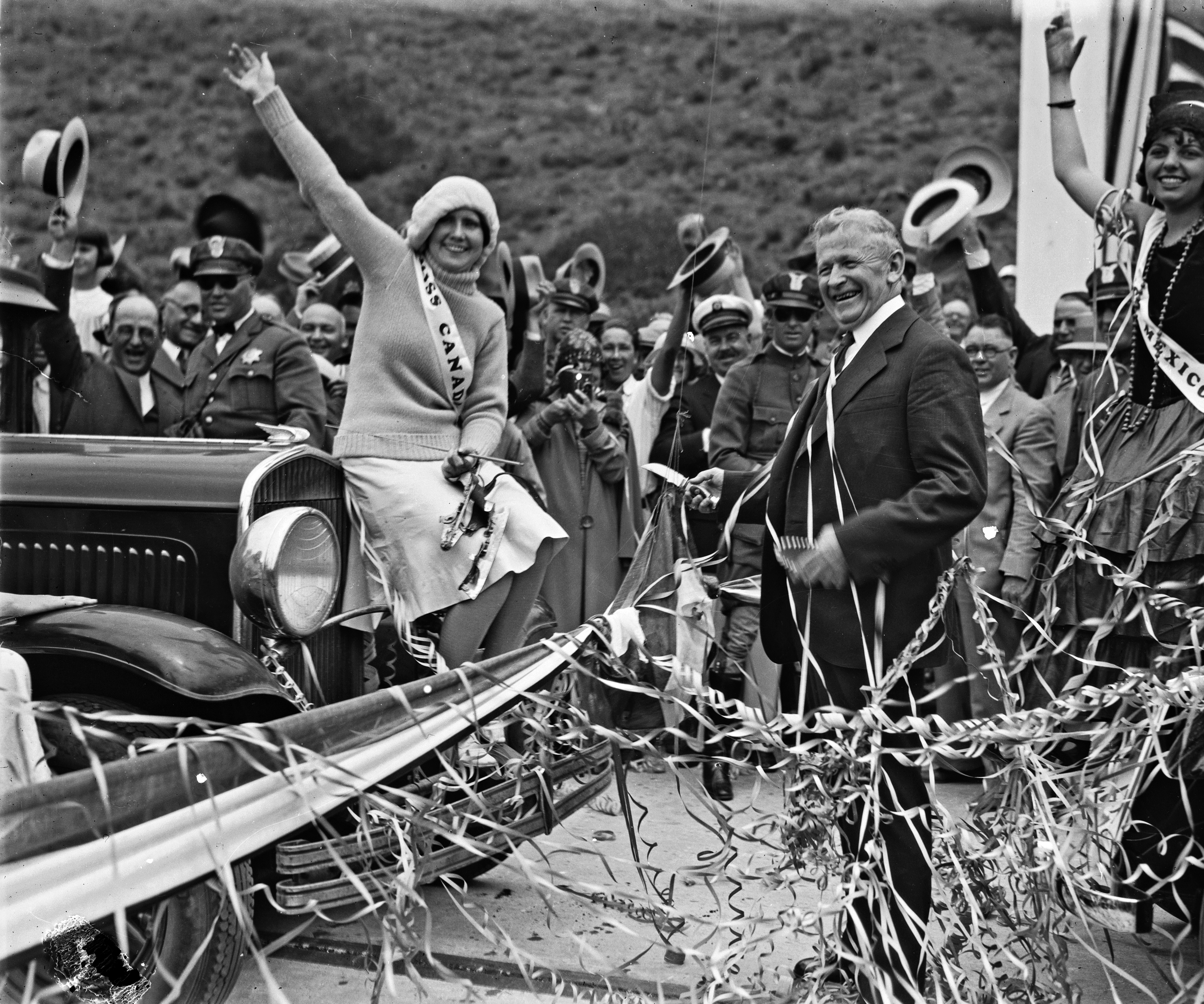
C. C. Young bei der Einweihung des Roosevelt Highway in Malibu (1929)

Im Oktober 1929 gründete Young zusammen mit Präsident Herbert Hoover eine Kommission zum Bau der San Francisco-Oakland Bridge. Diese Brücke wurde dann 1936 fertiggestellt. Ein Streik mexikanischer Farmarbeiter im Imperial Valley führte 1928 zu einer vom Gouverneur eingesetzten Untersuchung der Arbeitsbedingungen der Mexikaner. Das Ergebnis war erschreckend. Für schwierigste Arbeiten gab es schlechte Bezahlungen und Arbeitsbedingungen. Die Untersuchungskommission kam zu dem Ergebnis, dass diese Art der Beschäftigung illegal sei. Als 1930 die nächste Neuwahl anstand, war Youngs Popularität innerhalb seiner Partei trotz eines 31-Millionen-Dollar-Haushaltsüberschusses stark gesunken und er wurde nicht mehr für das Amt des Gouverneurs nominiert. Republikanischer Kandidat wurde statt seiner James Rolph, der die anschließende Wahl auch gewann. Dies lag zum einen an der inzwischen einsetzenden wirtschaftlichen Depression; zum anderen wurde ihm Vetternwirtschaft im Zusammenhang mit einer 1929 vollzogenen Bankenfusion vorgeworfen.

### Lebensabend
Nach seinem Ausscheiden aus dem Amt des Gouverneurs im Januar 1931 zog er sich aus der Politik zurück, nahm aber weiter am öffentlichen Leben teil. Während der Olympischen Sommerspiele 1932 in Los Angeles ließ er es sich nicht nehmen, einigen Medaillengewinnern persönlich zu gratulieren. Im Jahr 1934 scheiterte sein Versuch einer Rückkehr ins Gouverneursamt, nachdem Young bei den republikanischen Vorwahlen Amtsinhaber Frank Merriam unterlegen war. Beruflich stieg er jedoch zum Vizepräsidenten der Immobiliengesellschaft auf, der er schon seit Jahrzehnten angehörte. Dieses Amt hielt er bis 1944.
Er war mit Lyla Jeanette Vincent verheiratet. Das Paar hatte zwei Töchter.